# Aigulphe
Pour les articles homonymes, voir Agilulf (homonymie).
Aigulphe, Agiulf ou Agilulf ou saint Ayoul était le 26e évêque de Metz entre 590 et 601.

## Biographie
On ne sait que peu de chose sur cet évêque : il a reçu en 596 une lettre du pape Grégoire Ier lui recommandant des missionnaires partis évangéliser la Grande-Bretagne. Apparemment, cette mission est partie vers l'Angleterre en 601.
En 616, saint Bertrand, évêque du Mans, le cite dans son testament comme celui qui, avec son neveu Arnoald, a usurpé des biens appartenant à l'Église du Mans.
Vers 783, Paul Diacre  raconte dans le Liber de Episcoporum Mettensium : « Agiulf, dont on dit que le père était issu d'une noble famille de sénateurs et la mère une fille du roi Chlodoveus ... Après lui vint son neveu Arnoald. Lui succéda Pappolus. Arnoul, issu d'une très noble et très puissante souche de Francs, engendra deux fils d'un mariage légitime, Anchise et Chlodoul ».
En fait, Christian Settipani estime que Paul Diacre a fait une mauvaise lecture et propose que le grand-père d'Agilulf est en fait Chlodéric, dernier roi de Cologne,,.
La Commemoratio genealogia domni Arnulfi episcopi et confessoris Christi rédigé dans l'évêché de Metz vers 840 ou 855 mentionne les évêques d'Uzès saint Firmin et saint Ferréol, comme respectivement frère et fils d'Ansbert le sénateur et d'Agilulf.
C'est au XVIIe siècle qu'un historien s'avise de faire le lien entre la Commemoratio à la Vita Firmini qui mentionne ces deux mêmes évêques. Bien que la Commemoratio soit fautive par rapport au lien de parenté existant entre les deux évêques et Ansbert, ne tient pas compte de la chronologie contredit la Vita Firmini, l'analyse montre que l'auteur messin de la Commemoratio n'était pas familier avec la famille de saint Firmin. Settipani pense que, les connaissant mal, il n'avait aucun intérêt à les ajouter au texte et que, s'il l'a fait, c'est à partir de documents qu'il a mal interprétés. Remarquant les attaches de la famille d'Ansbert avec la région de Nîmes, tout comme celle de saint Firmin, il propose de voir Ansbert le sénateur comme un fils de saint Firmin. L'ascendance de saint Firmin est bien connue : il s'agit de la famille des Ferreoli, et Agilulf est probablement descendant de Tonantius Ferreolus, sénateur à Narbonne, et d'Industrie.
Quant au nom d'Agilulf, il révèle un lien de parenté avec la famille des Agilolfinges, à laquelle appartient probablement la grand-mère maternelle d'Agilulf, la femme de Chlodéric.